# Gråtende sky
"Gråtende sky" är en norsk låt komponerad av Harald E. Pettersen (musik) och Thor G. Norås (text). Originalinspelningen gjordes i universitetets aula  den 3 januari 1960. av Harald Pettersen med Pelle – Per Hartvig – "Rocke-Pelle", Truls Frydenberg och Kari Pedersen med The Ranchers (Sigurd Jansen, Robert Norman med flera) och utkom på singeln Philips 353 152 PF.
Låten sjöngs i oktober 1961 in på svenska av Anna-Lena Löfgren, under titeln "Regniga natt", med svensk text av Torulf (Bo-Göran Edling). Detta blev Anna-Lena Löfgrens genombrottslåt, och hon fick en guldskiva för den. Melodin samlade flest poäng på Svensktoppen 1962, och låg 1962–1963 på Svensktoppen i sammanlagt 21 veckor.
Den svenska sångerskan Ann-Louise Hanson utgav en tysk version på singleskivan Metronome M 298 år 1962. Den tyska titeln är "Sehnsucht lass mich los".
Aila spelade in låten på finska, som "On sateinen yö", på singeln Manhattan Man 67 1962, med text av Ainamo Erkki.

## Andra coverversioner
- Flamingokvintetten - Flamingokvintetten 3 (1972)
- Anne-Lie Rydé - Stulna kyssar (1992)[8]
- Curt Haagers - Singel 1986[9] och albumet Curt Haagers 13 (1997)[10]
- Larz-Kristerz - Hem till dig (2009)[11]
- Icaros -  En gång till (2009)[12]